# Диктаторы: гитлеровская Германия и сталинская Россия
Диктаторы: гитлеровская Германия и сталинская Россия (англ. The Dictators: Hitler's Germany and Stalin's Russia) — книга британского историка Ричарда Овери 2004 года. По мнению австралийского историка Стивена Уэлча, «это прежде всего систематический и чрезвычайно подробный сравнительный анализ двух самых печально известных, архетипических диктатур минувшего столетия».
В каждой из 14 глав книги гитлеровская Германия и сталинский Советский Союз сопоставляются по определённому признаку: рассматривается идеология двух режимов, степень и характер народной поддержки, очаги противостояния и сопротивления, путь к власти каждого из диктаторов и процесс формирования культа их личности, структура органов управления, установление однопартийной системы и роль партии в управлении страной, и т. д. Овери подробно останавливается на сравнении гитлеровских концентрационных лагерей и сталинского ГУЛага, приходя к выводу, что при всей жестокости обеих систем сущность их была различной: германские лагеря по сути своей были лагерями уничтожения, тогда как советские лагеря в большей степени были ориентированы на экономическую эффективность, — этим, по мнению Овери, объясняется то, что смертность в германских лагерях доходила до 40 %, а в советских лагерях составляла около 14 %.
Лично Сталина и Гитлера Овери определяет как «выдающихся правителей, осуществлявших прямую, строящуюся не на законе, а на обычае (customary) власть на основании широчайшей народной поддержки и одобрения, беспрецедентных в истории обеих стран как до, так и после них».
По мнению известного историка Роберта Сервиса, книга Овери искусно подытоживает последние два десятилетия изучения Германии и России в период между мировыми войнами. Как указывает Сервис: 

Эта работа основана на горах перечитанного (особенно по-английски и по-немецки), так что добрую четверть страниц занимают сноски и библиография. Она изумительно современна и представляет материал доступным литературным языком. Это книга, которую нужно прочесть.